# Léon Charles-Florent Moreaux
Pour les articles homonymes, voir Moreaux.
Léon Charles-Florent Moreaux (né le 7 mars 1815 à Rocroi et mort à Paris 6e le 1er juin 1891) est un peintre français.

## Biographie
Fils de Pierre Victor Moreaux, plafonneur, et de Simonne Gislaine Rondelle, Moreaux est le cadet des garçons de la famille. Avec son frère ainé, François-René Moreaux et son frère cadet Louis-Auguste Moreaux, il fréquente les cours de Jean-Baptiste Couvelet à Charleville. Les trois frères sont les petits-fils du général Jean René Moreaux.
Il expose aux salons de 1857 de 1869.

## Œuvre
- Un pace vila catalan ou promenade musicale précédant le bal dans les fêtes de la Cerdagne, 1869.
- Intérieur persan
- Moissonneurs dans les Pyrénées-Orientales